# 츠키노 우사기 (달의 요정 세일러문)

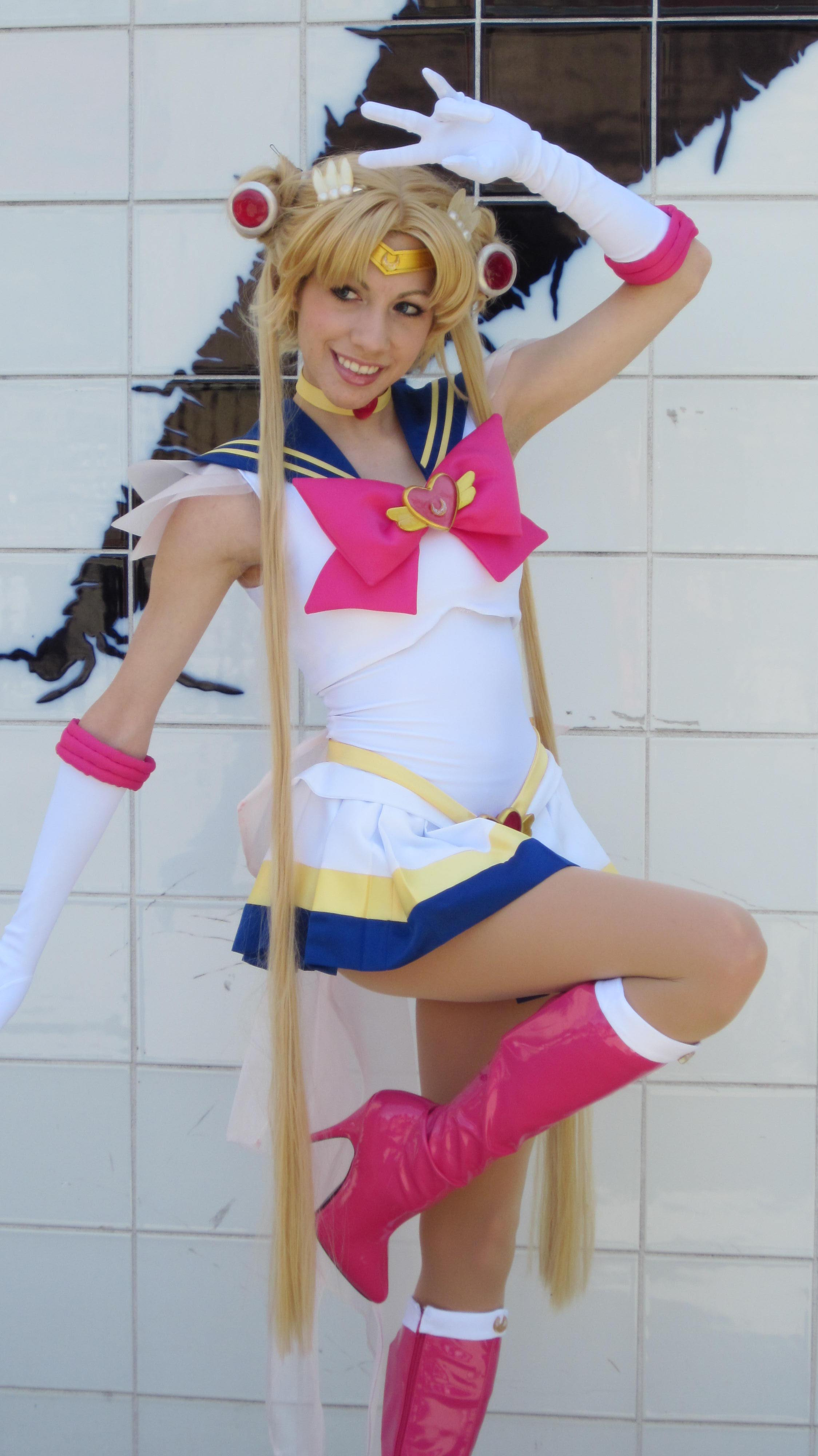

츠키노 우사기(일본어: 月野 うさぎ, 국내명:세라)는 타케우치 나오코의 만화작품 《미소녀전사 세일러문》에 등장하는 가공의 인물이자, 본 작의 주인공이다.
애니메이션에서 목소리를 연기한 성우는 일본판은 미츠이시 코토노(제44화~50화에서는 갑작스러운 병으로, 아라키 카에가 대역을 맡았다), 한국판은 1994년 1기만 발매되었던 비디오버전에서는 송도영(전반), 박영희(후반)가, 1997년~98년에 한국방송공사(이하 KBS)에서 방송판은 최덕희, 2012년~16년까지 대원방송에서 재더빙한 방송판은 이지현이 연기했다.
실사판에서는 특촬물에서는 사와이 미유, 뮤지컬에서는 1대 오오야마 안자, 2대 후미나 하라, 3대 칸베 미유키, 4대 쿠로키 마리나가 연기했다.

## 인물
본 작품의 주인공으로, 세일러문으로 변신한다. 금발을 경단모양으로 묶고 다니는 것을 보고, 처음에는 치바 마모루로부터 ‘오당고 아타마(경단머리)’라고 불렸다. 서로 사귀는 사이가 되고 나서부터는 ‘우사코’, ‘우사’라 불린다. 미나토구 아자부 쥬반에 산다. TV 애니메이션 등장 초에는 쥬반 중학교 2학년(첫 시리즈, R)이었고, 그 후 3학년이 되어(S, SuperS) 쥬반 고등학교로 진학(스타즈)한다. 가족으로는, 부모와 남동생이 있다(자세히는〈주인공 가족〉을 참조). 실사판에서는 제1화에서 아버지의 존재가 언급되고 있으나 단 한번도 등장하지 않다가 Special Act의 결혼식 장면에서 등장하고 있다.
밝고 천진난만한 성격이며, 덜렁이에 울보이고 변덕스럽다. 지각과 늦잠을 밥 먹듯이 하여 학교의 성적은 상당히 나쁘다. 복도에서 벌 받으면서 도시락을 미리 까먹기도 하는 뻔뻔스러운 일면도 있다. 그 때문에, 누나로서의 위엄은 전혀 없어서 동생인 신고로부터 언제나 얕보이고 있다. 애니메이션판에서는 그러한 성격이 강조되어 있기에 원작에 비해 미숙한 분위기로 묘사되고 있다. 사람한테 금방 반하는 면도 있어서, 턱시도 가면이나 오락실에서 일하는 후루하타 모토키 등에게 푹 빠져 있었다.
하지만 근본 심성은 착하고 다정하여, 주위의 소문 등으로 인한 선입관을 가지지 않고, 누구하고도 마음을 터놓는 관용적인 면을 가지고 있기에 친구도 많다. 특별한 힘을 가지고 있다는 이유로 주위로부터 경원시당하기 일쑤였던 다른 동료들을 그 다정한 마음으로 받쳐주고 있다. 애니메이션판에서의 피쉬 아이도 결국 이러한 마음으로 인하여 구원받은 감이 없지 않다. 단순히 다정하기만 한 것이 아니라 겁없는 면도 있어서, 애니메이션 3기(S)에서는 미스트리스9에게 몸을 빼앗긴 토모에 호타루를 끝까지 죽이지 않고, 최종장에서 파라오90과 함께 죽으려 하던 그녀를 마지막 힘을 짜내어 필사적으로 구출해내기도 했다. 세일러 우라누스와 세일러 넵튠은, 이 일로 하마터면 지구가 멸망할 뻔 했다면서 프린세스로서 인정할 수 없다는 이유로 결투를 신청하는 일도 있었다. 원작과 실사판의 마지막에 가서는 치바 마모루와 결혼한다.

### 전생
전생에서는 실버 밀레니엄의 공주 프린세스 세레니티였다. 지구의 왕자 엔디미온(마모루의 전생)과 연인 사이였으나, 신분상 허용되지 않는 사랑이라는 이유로 퀸 베릴과 지구의 사람들이 퀸 메탈리아에게 조종당하여 달을 습격했을 때 엔디미온과 함께 목숨을 잃었다. 어머니인 퀸 세레니티의 실버 문 크리스탈의 힘으로 지구에 환생하였다.

### 미래
미래에는 은수정의 힘으로 불로불사의 몸이 되어, 대변동으로 괴멸 상태에 빠진 지구를 은수정의 힘으로 재생시킴과 동시에 크리스탈 도쿄라는 도시를 세워, 그 도시의 여왕인 네오 퀸 세레니티가 된다.
미래에 퀸이 되고서는, 세일러 플루토의 죽음을 슬퍼하는 딸 치비우사에게“스몰 레이디, 사람은 누구든 슬픈 일이나 괴로운 일을 겪게 된답니다.”라며 위로하고 격려하는 등, 딸에게 어머니다운 위엄을 보이고 있다. 그러나 과거의 자신 앞으로 보내는 편지가 틀린 글자 투성이인 등, 과거와 그다지 다르지 않은 면도 있다.
30세기 보다 더 머나먼 미래에는 카오스와 싸울 수 있는 힘을 가지게 되어, 태양계 말고도 우주를 지키는 우주 최강의 전사 세일러 코스모스가 된다.
이름의 유래는 ‘달의 토끼’로부터 따 온것이라고 한다.

## 프로필
| 연령          | 14세→16세                            |
| 생일          | 6월 30일                             |
| 탄생석        | 진주                                 |
| 별자리        | 게자리(게자리의 수호별은 달)         |
| 혈액형        | O형                                  |
| 소속          | 쥬반 중학교→쥬반 고등학교            |
| 좋아하는 색   | 흰색                                 |
| 좋아하는 음식 | 아이스크림, 케이크, 딸기, 오므라이스 |
| 싫어하는 음식 | 당근                                 |
| 연인          | 치바 마모루                          |
| 좋아하는 과목 | 가정                                 |
| 싫어하는 과목 | 영어, 수학                           |
| 취미          | 먹기, 자기, 케이크 먹기              |
| 특기          | 척하기, 울기                         |
| 싫어하는 것   | 치과, 주사, 유령, 괴담, 술, 번개     |
| 장래희망      | 신부                                 |
| 수호성        | 달                                   |

## 세일러문
달을 수호성으로 삼는 사랑과 정의의 세일러복 전사. 결정적인 대사는 "달을 대신해서, 벌해주겠어!". 현대에서 처음으로 탄생한 세일러 전사로, 달의 왕국의 프린세스로서 "환상의 은수정"의 수호자. 환상의 은수정 정화의 빛을 조종하지만 은수정을 담은 브로치의 힘으로 변신하기 때문에 브로치나 은수정을 잃으면 변신이 풀리게 된다.
코스튬 색상은 파란색(로얄 블루)이지만, 티아라의 보석은 빨간색. 브로치를 장식한 마젠타 핑크 리본, 초승달 장식의 롱부츠, 초승달 체인 피어싱과 초커, 초음파 증폭 발레타, 깃털형 헤어핀의 날개핀을 착용한다.

### 파워업 형태

#### 슈퍼 세일러 문(원작 만화 제3부, TV애니메이션 'S', 'Crystal' 제3부)
세일러문이 전설의 성배 빛으로 이단 변신한 모습. 공격력과 방어력이 비약적으로 향상되지만 급격하게 에너지를 소모하기 때문에 장시간의 슈퍼화는 불가능하며 슈퍼화가 풀리면 전투 불능이 된다. 성배를 잃어 2단 변신이 불가능하지만 4부 SuperS부터는 페가수스의 힘으로 처음부터 변신할 수 있게 된다.
허리에도 브로치를 장식한 무지개색 옷이 특징입니다. 시스루 삼단 프릴, 나비처럼 퍼지는 허리 리본, 하트 초커도 추가되었습니다. TV 애니메이션에서는 이 형태로 날개핀을 장비.

#### 이터널 세일러문 (원작 만화 제4부 이후, TV 애니메이션 「세일러 스타즈」,Crystal의 「Eternal」·「Cosmos」)
세일러문의 참모습이라 불리는 형태. 티아라는 사라지고 초승달의 표시가 떠올라 등에 커다란 천사의 날개를 짊어지고 있습니다. 분홍색 어깨 구체와 금, 빨강, 감색 3단 스커트, 허리 끈 모양의 긴 리본, 흰색 롱 부츠가 특징입니다.
원작 만화에서는 턱시도 가면의 키스와 별의 공주로 변신한 태양계 전사의 힘을 받은 실버문 크리스탈로 은하 최강의 빛의 전사로 파워업한 모습. 다이애나에 의하면 퀸·세레니티의 힘에 가장 가까운 힘을 가져, 카오스에 의하면 「아름다운 콜드론의 빛의 힘을 받은 아이」라고 불린다. 태양계 전사와 턱시도 가면이 뭉쳐서 싸워도 적수 없을 정도로 강하고, 최종회의 위에 의하면 영원한 불멸의 존재라고 불린다.
TV애니메이션에서는 세일러 치비 문을 포함한 태양계 전사의 힘을 받아 파워업했다. 네헤레니아에게 저주받은 턱시도 가면와 태양계 전사가 우사기의 사랑에 공명했을 때도 변신하고 있다. 이 모습에서 비행 능력을 손에 넣었다. 제184화에서는 우사기네 집에서 변신했으나 날개가 막혀버려, 테이블 위의 접시가 깨지는 소리를 등에 업은 개그 묘사가 있다.

### 변신 아이템
- 변신 브로치(원작 만화 제1부, TV 애니메이션, 크리스탈 1기): 세일러문 변신에 사용하는 브로치입니다. 루나에게 받아서 교복 리본에 달았다. 기본적으로 수호전사 컬러의 4개의 보석이 들어간 금 브로치.
- 크리스탈 스타 콤팩트 (원작 만화 제2부, TV 애니메이션 R, 크리스탈 2기): 두 번째 변신 브로치. 이번 작품부터의 브로치는 콤팩트 미러 타입으로, '환상의 은수정' 전용 케이스가 되었다.
- 코즈믹 하트 콤팩트 (원작 만화 제3부, TV 애니메이션 『S』, 『Crystal』3기): 세 번째 변신 브로치. 원작/크리스탈에서는 네오 퀸 세레니티가 부여한 코즈믹 파워가 들어간 아이템입니다. TV애니메이션에서는 우사기와 마모루의 사랑의 힘으로 각성하게 된다.
- 전설의 성배 레인보우 문카리스 (원작 만화 제3부, TV 애니메이션 『S』, 『Crystal』3기): 슈퍼 세일러 문으로 2단 변신에 사용하는 성배입니다. 태양계 전사 컬러의 7개 보석을 아로새긴 금 트로피.
- 크라이시스 문 콤팩트 (원작 만화 제4부, TV 애니메이션 『SuperS』, 극장판 『Eternal』): 슈퍼 세일러문 변신 브로치입니다. 구작 애니메이션에는 치비우사가 '우리들에게 힘을 빌려달라'면서 페가수스가 힘을 주어 치비문의 브로치와 함께 변했다. 원작에서는 성배의 힘을 쓸 수 없어서 자신들이 각성을 하면서 변했다.
- 이터널문 아티클 (원작 만화 제5부, TV 애니메이션 「스타즈」, 극장판「Cosmos」): 이터널 세일러문 변신 브로치입니다. 태양계 전사 컬러의 10개의 보석을 장식하고 있다.

### 필살기
- 문 티아라 부메랑 / 문 티아라 액션 (원작 만화 제1부, TV 애니메이션, 실사, "Crystal"): 세일러문의 최초 필살기이며 티아라를 떼고 프리스비처럼 내던집니다. 원작 초기에는 문 프리스비라는 이름이지만 신장판에서는 문 티아라 부메랑으로 수정됐다. TV 애니메이션에서는 '프리스비'가 다른 회사에 상표 등록이 되어 있었기 때문에 '문 티아라 액션'으로 변경되었다.
- 문 티아라 스타더스트 (TV 애니메이션): 구작 애니 제5화에 사용. 문티아라 액션과 같은 동작이지만 티아라에게서 별빛을 내려 요마화된 인간들을 원래대로 되돌린 것.
- 초음파 공격 (원작 만화 제1부, TV 애니메이션, 『Crystal』): 세일러문이 울부짖으면 초음파 증폭 발레터가 작동해 울음소리를 초음파로 변환해 적을 저리게 합니다. 아군도 공격해 버리기 때문에 별로 도움이 되지 않다. TV 애니메이션에서도 초기에 두 번 정도 사용되었고, 『SuperS』에서도 세일러 치비문과 함께 사용했다.
- 문 힐링 에스컬레이션 (원작 만화 제1부, TV 애니메이션, 『Crystal』): 원작에서는 문스틱 정화의 빛으로 거리를 감싸 사람들의 에너지를 회복, 구작 애니에는 빙글빙글 돌린 문스틱을 잡아 빛을 내고, 빛의 샤워기를 내리면 문스틱으로 빛의 고리를 그려 정화의 빛을 빛냅니다. 요마화된 인간이 뒤집어쓰자 양손을 들고 "리프레쉬!"라고 외치며 인간으로 돌아갑니다. 원작에 비하면 파워는 억제. 문스틱에 환상의 은수정을 장착하고 나서는 빛의 선과 구슬이 추가됩니다.
- 문 프린세스 헐레이션(원작 만화 2부, TV 애니메이션 "R", 『Crystal』2기): 구작애니에서는 달 앞에서 로드를 겨누고 춤을 추며 그 끝의 왕관을 빛내 배턴 트월링처럼 휘두르며 초승달을 감싼 빛의 입자와 별을 발사하는 것. 크리스탈에서는 막대에 힘을 주어 금빛의 물결을 발사합니다.
- 문 크리스탈 파워 (TV 애니메이션 "R"): '환상의 은수정'을 빛내, 아야카시의 네 자매로부터 사흑수정의 힘을 몰아내고 인간에게 되돌렸다.
- 문 스파이럴 하트 어택 (원작 제3부 전반, TV 애니메이션 "S" 전반, "Crystal"3기): 하트 문 로드 / 스파이럴 하트 문 로드의 필살기. 원작에서는 하트문 로드에서 정화의 빛을 발사합니다. 구작 애니에선 달의 왕궁 앞에서 스파이럴 하트문 로드를 꽂고 로드의 보석을 맞추어 거울로 바꾸면 공간을 무한히 쌓습니다. 다음으로는 로드를 바통처럼 돌려 스케이트처럼 고속 스핀하고, 돌아서듯 구부려 로드의 보석에서 하트의 빛을 연사. 하트 벽이 다이몬을 눌러 찌그러뜨리면, 다이몬의 알이 그릇에서 빠져 깨져 나갑니다. 단말마는 '러블리!'. Crystal에서는 TV 애니메이션의 동작에 준거하고 있지만, 로드의 보석에서 출현한 커다란 하트 빛의 구슬을 굴리면서 발사합니다.
- 레인보우 문 하트 에이크(원작 제3부 후반, TV 애니메이션 『S』후반, 『Crystal』3기): 전설의 성배의 힘으로 문스파이럴 하트 어택이 파워업한 기술. 구작애니에서는 파워 업 전과 같은 동작이지만, 성배 앞에 문 스파이럴 로드를 갖다 댑니다. 하트 빛을 나선 리본 모양으로 연사해 발사음 멜로디를 울리고 다이먼을 반짝이는 무지개가 가로지르는 연출도 추가됐습니다. 단말마는 '러브 러블리!'
- 레인보우 더블 문 하트 에이크 (원작 3부, "크리스탈" 3기): 슈퍼 세일러 문과 슈퍼 세일러 치비 문의 합체 기술. 효과는 위의 두 가지와 동일합니다.
- 문 고저스 메디테이션(원작 제4부, TV 애니메이션 『SuperS』, 극장판『Eternal』전편): 칼레이드 문스코프를 사용하는 슈퍼 세일러 문의 필살기입니다. 원작에서는 무수한 거울 파편에 적을 비춰 소멸시킵니다. 구작애니에서는 사용 전에 세일러 치비 문이 페가수스를 소환해야 합니다. 페가수스가 날개짓하는 바람이 휘몰아친 만화경의 이미지 속에 스코프를 두고 몸을 굽히고, 세일러 치비 문의 도움을 받아 겨냥하면 스코프를 내밀어 무수한 빛의 파편을 발사해 레믈레스를 부서진 꿈의 거울로 바꿔 버린다. 단말마는 [스테이지아웃!]. 극장판 SuperS에서는 치비문과 함께 돌격하여 사용했다. 크리스탈 4기 버전인 극장판 이터널에서는 TV 애니메이션판의 연출을 리메이크하고 있다.
- 실버 문 크리스탈 파워(원작 제4부 종반, TV 애니메이션 『스타즈』, 극장판『Eternal』후편): 원작과 『Eternal』에서는 실버문 크리스탈을 빛내는 주문. 별의 공주로 변신한 태양계 전사의 파워를 이터널티얼에 쏠려 정화의 빛을 파워 업 시켰다. 구작 애니에서는 이터널 세일러문 공격기술이고 문파워티얼의 무늬를 늘려, 그 끝단의 크리스탈 꽃에서 정화의 빛을 빛냅니다. 스타즈 제33화에서 사용되었다.
- 스타라이트 허니문 테라피 키스(원작 제4부 종반 이후, TV 애니메이션 『스타즈』,『Eternal』후편 ):이터널 세일러문의 필살기. 원작에서는 이터널티얼에서 「실버문·크리스탈」의 정화의 빛을 발사합니다. 세일러 갤럭시아에게 조종당한 턱시도 가면과 태양계 전사와의 싸움에서는 마음이 약해져 파워 부족에 빠졌다. 구작 애니에서는 이터널티알 끝의 크리스탈 꽃에서 바람을 일으켜 천사의 날개를 흩뿌리고, 분홍색 정화의 빛을 감싼 날개의 폭풍을 발사함. 폭주한 스타시드를 잠재우고, 파지화된 인간을 원래대로 되돌리는 효과가 있다.
- 실버문 크리스탈 파워 키스(TV 애니메이션 「스타즈」):세일러 치비치비의 희망의 빛을 받은 스타라이트 허니문 테라피 키스의 강화판. 티알의 크리스탈 꽃에서 금빛 광선을 감싼 깃털 폭풍을 발사합니다. 갤럭시아(ギャラクシアをほどの倒すは)를 쓰러뜨릴 만한 파워는 없다.
- 실버문 크리스탈 파워 테라피 키스 (원작 제5부, 극장판 「Cosmos」후편): 스타라이트 허니문 테라피 키스보다 더 강력한 필살기. 재생한 티알에서 발사해 세일러 갤럭시아에게 조종당한 전사들을 일격에 쓰러뜨리고, 세일러 갤럭시아와도 갤럭티카 인플레이션과 대등한 위력을 지녔다.
- 실버문 크리스탈 이터널 파워 (원작 제5부 종반, 극장판 「Cosmos」후편): 갤럭시 콜드론에 기생하던 카오스를 감싸기 위해, 실버 문 크리스탈의 반짝임을 파워 업시킨 주문입니다.

## 같이 보기
- 셀레네
- 원더우먼
- 할리 퀸